# Dumat Al-Djandal
Pour les articles homonymes, voir Dumat.
Dumat Al-Djandal ou Dumat al-Jundal (arabe : دومة الجندل), est une ville antique en cours de restauration partielle, située dans le nord-ouest de l'Arabie saoudite, dans la province de Al Jawf, à 37 km de Sakaka, route nationale 80. Une ville nouvelle s'est installée à proximité. 
Le nom de Dumat al-Djandal signifie littéralement Duma de la pierre, désignant ainsi le territoire de Duma, l'un des douze fils d'Ismaël. 
Son nom ancien akkadien est Adummatu.

Province d'Al Jawf.

## Histoire pré-islamique
La localisation est bonne : un grand carrefour des anciennes routes commerciales reliant la Mésopotamie, la Syrie et la Péninsule arabique.
Au Xe siècle av. J.-C., le site est mentionné dans des inscriptions akkadiennes de l'empire assyrien, datant de 845 av. J.-C. : Adummatu est décrite comme la capitale d'un royaume arabe, parfois nommé Qédar (Kédar, Qidri). La ville ainsi que le royaume sont occupés par l'empire assyrien sous Teglath-Phalasar III, qui laisse une garnison de 10 000 soldats dans le pays. Puis il place l'ancienne souveraine en tant que vassale.
Les noms de cinq puissantes reines arabes ayant régné sur cette ville sont connus : Samsi, Tabua, Tarabo'a et Te'el-hunu (en). Ce dernier nom est également le titre de grande prêtresse d'Atarsamain, une divinité de la fertilité, l'amour et de guerre, associée à Ishtar. Dumat al-Jundal a été le site d'un important temple dédié à Ishtar.

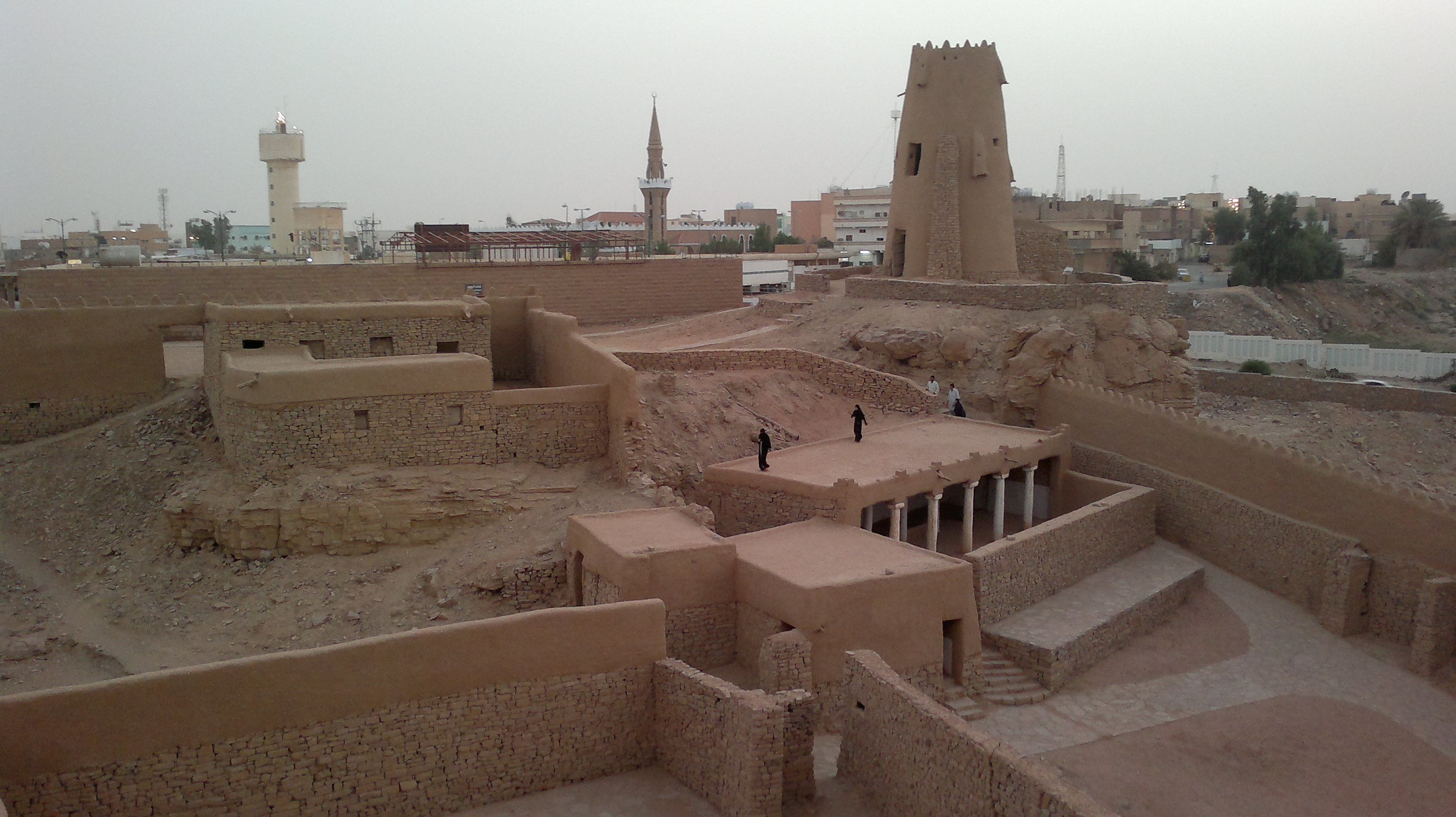
Vue intérieure de château Mard

Les fouilles organisées par Ibrahim al-Khalil Muaikel en 1986 ont apporté des compléments d'information aux observations de 1976 :  une couche homogène de  tessons de poterie romaines et nabatéennes indique une communauté prospère à l'époque des Nabatéens, à qui cette région a pu appartenir.
En 106 ap. J.-C., Dumatha est incorporée dans l'empire romain, après l'annexion du royaume nabatéen par l'empereur Trajan. Dumatha reste partie intégrante du limes Arabicus pendant plus de quatre siècles (Via Nova Traiana). Une inscription latine d'époque sévérienne a été trouvée à Dumat, dédicace d'un militaire de la Legio III Cyrenaica pour le salut des deux empereurs. En 269, la localité est mentionnée par Zénobie, la reine de Palmyre, comme une ville avec un système défensif important. Après sa capture de la ville, la forteresse de Marid résiste aux assauts pendant sa révolte contre l'Empire romain. 
Au Ve siècle, la ville devient la capitale du royaume de Kindah. En 633, la ville est prise par Khalid ibn al-Walid, et appartient au nouvel empire islamique.
Il reste les fondations du Qasr Marid, du Ier siècle avant notre ère, encore restauré au XIXe siècle, puis abandonné au profit du nouveau fort construit par les Al Rashid, des murs, quelques tours, et un superbe panorama sur la ville et l'oasis.

## La mosquée d'Omar Ibn al-Khattab
La mosquée d'Omar ibn al-Khattâb a été construite en 634-644. Le bâtiment actuel est plus tardif, et ne saurait être attribué à Omar ibn al-Khattâb, mais plutôt au calife omeyyade Omar bin Aziz Abul. Pour certains, la mosquée tirerait son nom des Bani'Amr, une tribu installée à Dumat al-Jandal.

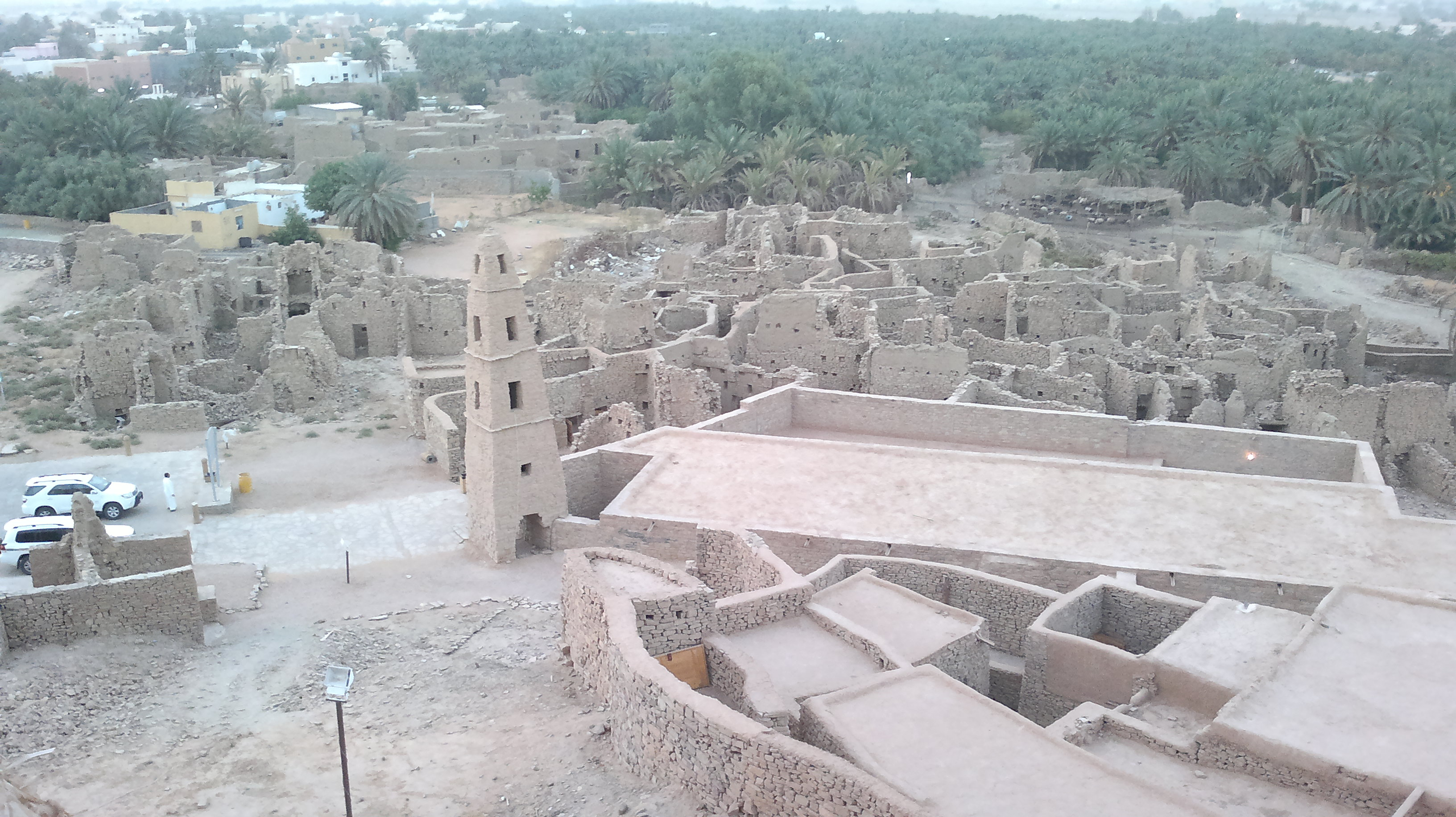
Mosquée d'Omar et quartier Al Dar'i de Dumat al-Jandal

Le mur nord, la qibla, fait face au château d'Al-Marid. Sur les trois autres côtés, le tissu urbain est dense. Comme les autres bâtiments anciens de la ville, la mosquée est construite en pierre. Elle se compose d'une cour, qui précède la salle de prière principale vers le sud, et dispose d'un autre espace, également utilisé pour la prière, vers le nord. Le minaret est au coin sud-ouest. On pénètre dans la mosquée par une porte située dans le mur de la qibla, à proximité du minaret. La salle de prière se compose de trois rangées de piliers en pierre, parallèles au mur de qibla, tous reliés par des linteaux en bois, qui forment le soutien des couches de pierre qui sont couvertes par des acacias enduits de boue et de troncs de palmiers.
Le mihrab est une étroite niche haute dans le centre du mur de la qibla, avec une niche similaire avec trois marches de pierre à sa droite. Le mihrab, le minbar, légèrement en saillie, et la partie inférieure du mur de la qibla sont recouverts de plâtre blanchi. Le minaret a une forme rectangulaire qui se rétrécit, et se termine par un toit pyramidal ; les quatre étages internes étaient accessibles par un escalier en colimaçon maintenant effondré. De chaque côté du minaret, et à chaque étage, une fenêtre rectangulaire avec un linteau en pierre offre un éclairage naturel.

## Le quartier Al Dar'i
La mosquée et la forteresse (Qasr Ma'arid) sont au centre du vieux quartier, considéré comme le principal reliquat de l'ancienne ville d'Al Jandal Dumat, qui a pu échapper aux démolitions des années 1980. L'ensemble date du Moyen Âge islamique, construit sur des restes datant du milieu du premier millénaire. 
Le quartier se caractérise encore par des bâtiments en pierre, des ruelles en pierre, des jardins, et de l'eau de source. Une restauration, tardive, et nécessaire à la préservation de ce patrimoine, est engagée.

## Tourisme
- Deux forteresses en ruines, un musée, et pas d'hôtel. Visites à organiser depuis la capitale provinciale, Sakaka.
- Al-Jawf Museum of Archaeology and Ethongraphy (6222151).
- De remarquables images, dont certaines photographies panoramiques, sont accessibles sur Google Earth, en mai 2012.

## Sources
- (en) Cet article est partiellement ou en totalité issu de l’article de Wikipédia en anglais intitulé « Dumat Al-Jandal » (voir la liste des auteurs).

1. ↑  (en) Thamer Aud Al Malki, « Archeological Sites in Al Jouf Province », sur Scta.gov.sa
2. ↑  Amir Abd al-Rahman Al Sudairi, The Desert Frontier of Arabia: Al-Jawf Through the Ages, 1995,  (ISBN 0905743 75 X), p. 49
3. ↑  AE 2001, 01979.